# Casa Harry C. Duncan

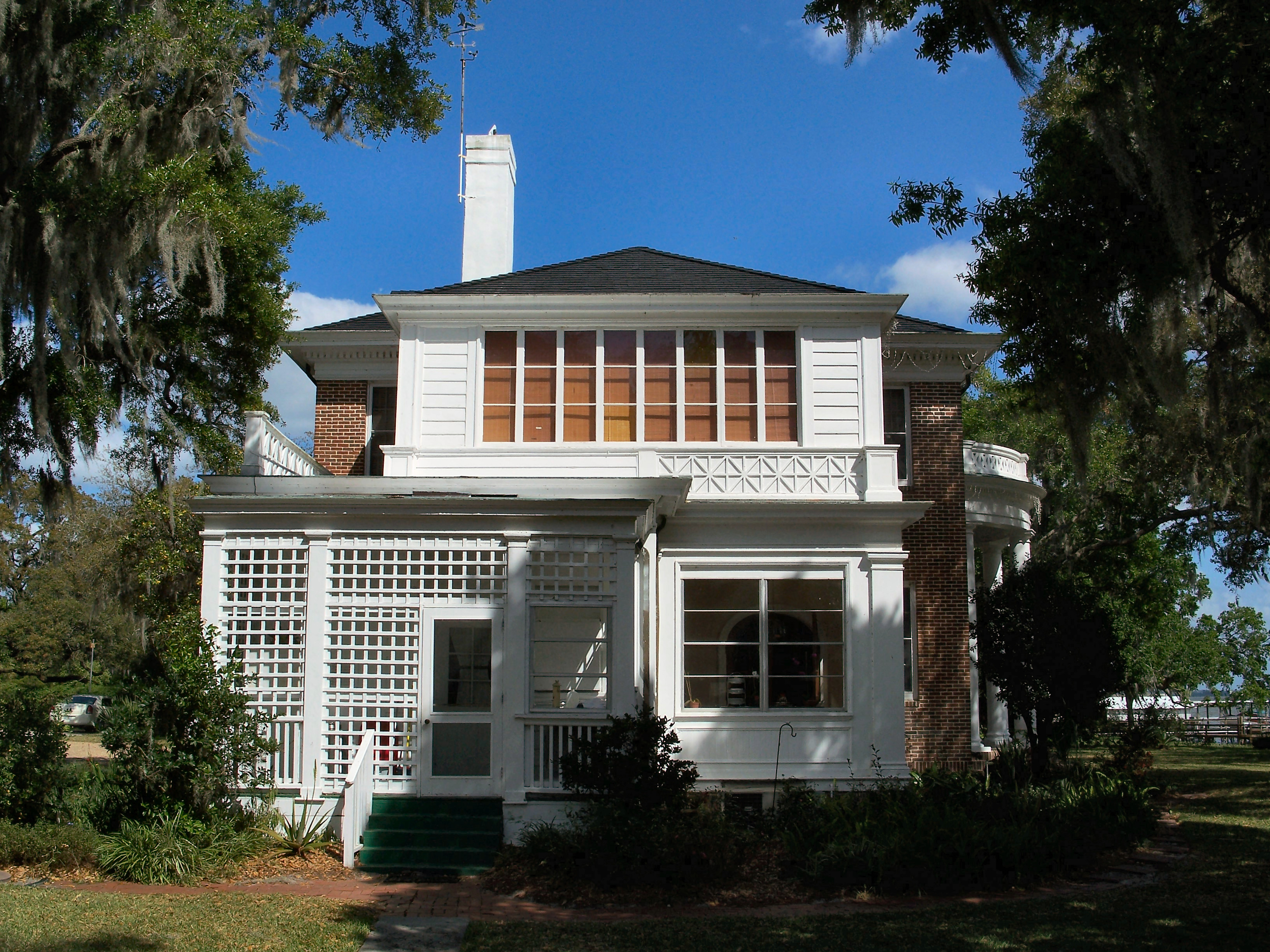

La Casa Harry C. Duncan, es una casa histórica en Tavares, Florida, Estados Unidos. Está localizada en 426 Lake Dora Drive. El 8 de agosto de 1997 fue añadida al Registro Nacional de Sitios Históricos de Estados Unidos . La casa es notable como un ejemplo del estilo arquitectónico Neocolonial y fue diseñada por Katharine Cotheal Budd, la primera mujer miembro del capítulo de Nueva York del American Institute of Architects.
Construida en 1925, la casa es actualmente utilizada como un local de eventos, bed and breakfast y residencia privada. Es una construcción de tres pisos en ladrillo que consta de seis habitaciones y cinco baños. En los años 60 fue añadida una piscina. Fue encargada por el abogado y líder político Harry C. Duncan.